# Manuel Lee
Manuel Lora Lee (nacido el 17 de junio de 1965 en San Pedro de Macorís) es un ex infielder dominicano que jugó en las Grandes Ligas de Béisbol para Toronto Blue Jays (1985-92), Texas Rangers (1993-94) y Cardenales de San Luis (1995). Fue firmado originalmente como amateur por los Mets de Nueva York en 1982.
Lee ayudó a los Azulejos de Toronto a ganar la División Este de la Liga Americana durante su temporada de novato en 1985, y también en 1989 y 1991. En la que sería su última temporada con los Azulejos, que les ayudó a convertirse en el primer equipo canadiense en ganar la Serie Mundial en 1992. También ayudó a los Rangers en asumir el liderazgo en la División Oeste de la Liga Americana antes de que la huelga de 1994 truncara la temporada.
En 11 temporadas, jugó en 922 juegos, tuvo 2,693 turnos al bate, 304 carreras, 686 hits, 88 dobles, 20 triples, 19 jonrones, 249 carreras impulsadas, 31 bases robadas, 201 bases por bolas, .255 promedio de bateo, .305 en porcentaje de embasado, .323 en porcentaje de slugging, 871 bases totales, 43 hits de sacrificio, 19 flies de sacrificio y cinco bases por bolas intencionales.

## Carrera

### New York Mets
Los Mets de Nueva York firmaron a Lee como amateur el 9 de mayo de 1982, cuando Lee tenía 16 años. Lee se reportó a los Kingsport Mets de la Appalachian League para la temporada de 1982, y en 54 turnos al bate, bateó .222 sin jonrones y 3 carreras impulsadas. Durante la temporada de 1983 dividió su tiempo entre el equipo de los Mets en la Gulf Coast League y los Little Falls Mets en la New York - Penn League, donde bateó .261 en 49 partidos entre los dos clubes.
Lee jugó la temporada de 1984 con los Columbia Mets de la South Atlantic League, donde bateó para un impresionante .329 en 102 juegos. El 31 de agosto de 1984, los Mets enviaron a Lee, Gerald Young y Mitch Cook a los Astros de Houston por Ray Knight.

### Houston Astros
Lee nunca jugó ningún partido con los Astros de Houston o cualquiera de sus equipos de liga menor, ya que quedó disponible en la Rule 5 draft de 1984, que fue el 3 de diciembre de 1984. Los Azulejos de Toronto seleccionaron a Lee en el draft.

### Toronto Blue Jays
Lee pasó toda la temporada de 1985 con los Azulejos, en su mayoría como reemplazo defensivo al final del juego. Hizo su debut en Grandes Ligas el 10 de abril de 1985 como corredor emergente en un partido contra los Reales de Kansas City, en el que Toronto ganó por 1-0. Tuvo su primera aparición oficial al bate el 24 de abril contra Kansas City, fue ponchado por el lanzador Mike Jones. Lee dio su primer hit en las Grandes Ligas en su octavo turno al bate contra Rick Behenna de los Indios de Cleveland el 2 de junio en el Exhibition Stadium. Lee terminó la temporada con un promedio de bateo de .200 sin jonrones ni carreras impulsadas en 40 turnos al bate. Con los Azulejos ganando la División Este de la Liga Americana, avanzaron a la Serie de Campeonato de 1985, donde Lee se fue en blanco en un turno al bate, mientras Toronto perdían ante los Reales de Kansas City en siete partidos.
Lee pasaría la mayor parte de la temporada de 1986 en las ligas menores, dividiendo su tiempo entre los Tennessee Smokies y los Syracuse Chiefs, donde bateó un combinado de .256 con un jonrón. Mientras que con Toronto, Lee conectaría su primer cuadrangular de Grandes Ligas contra el lanzador Mike Smithson de los Mellizos de Minnesota el 29 de agosto de 1986. Lee apareció en 35 juegos con Toronto, bateando .205 con un jonrón y siete carreras impulsadas.
Una vez más dividió la temporada de 1987 entre las mayores y las menores, apareciendo en 76 juegos con los Syracuse Chiefs, bateando .283 en 251 turnos al bate, mientras que con Toronto bateo .256 con un jonrón y 11 remolcadas en 121 turnos al bate.
Lee se convertiría en el segunda base oficial de los Blue Jays en 1988, jugando en 116 partidos, mientras que bateo .291 con 2 HR y 38 RBI. En 1989, Lee dividiría el tiempo en la segunda base con Nelson Liriano, y en ocasiones para completar el campocorto con Tony Fernández. Lee bateó .260 con 3 HR y 34 RBI en 99 partidos, ayudando a Toronto a ganar la división y avanzar a los playoffs. En la Serie de Campeonato de la Liga Americana en 1989, Lee apareció en dos juegos, bateando .250 y anotando dos carreras mientras que los Blue Jays perdían ante los Atléticos de Oakland en cinco partidos.
En 1990, Lee conseguiría la mayor parte del tiempo como segunda base, bateando .243 con 6 HR y 41 RBI, ambas marcas personales. En la temporada baja, los Azulejos desplazarían a Lee al shortstop, ya que habían adquirido al segunda base Roberto Alomar en un acuerdo con los Padres de San Diego. En 1991, Lee apareció en 138 partidos, bateando .234 sin jonrones y 29 carreras impulsadas. Lee se esforzó en la Serie de Campeonato de la Liga Americana de 1991, bateando solo .125 en el juego cinco de los Azulejos contra los Mellizos de Minnesota.
Lee regresó como el campocorto de los Azulejos a partir de 1992, cuando mejoró su bateo con .263 con 3 HR y 39 RBI. Toronto volvió a ganar su división, y se enfrentó a los Atléticos de Oakland en la Serie de Campeonato 1992. En seis partidos, Lee bateó .278 con tres carreras impulsadas, mientras Toronto derrotó a Oakland para avanzar a la Serie Mundial de 1992 contra los Bravos de Atlanta. Lee se esforzó en la Serie Mundial, bateando solo .105, sin embargo, los Azulejos derrotaron a los Bravos en seis partidos para ganar el campeonato.
El 4 de noviembre de 1992, a Lee se le concedió la agencia libre.

### Texas Rangers
El 19 de diciembre de 1992, los Rangers de Texas firmaron a Lee para convertirlo en el campocorto titular del equipo. Después de perderse los primeros ocho juegos de los Rangers,  Lee hizo su debut en Texas el 16 de abril de 1993, consiguiendo un hit y una carrera, perdiendo por 5-3 ante los Yanquis de Nueva York en el Yankee Stadium. Lee lucharían contra las lesiones durante la temporada, apareciendo en solo 73 juegos, bateando .220 con un HR y 12 RBI. Se recuperaría en la temporada de 1994, bateando .278  con 2 HR y 38 impulsadas en 95 partidos. La temporada terminó antes de tiempo debido a la huelga  de béisbol de 1994. En el momento de la huelga, los Rangers eran líderes de la División Oeste de la Liga Americana.
El 28 de octubre de 1994, Lee se convierte nuevamente en agente libre.

### St. Louis Cardinals
Los Cardenales de San Luis lo firmaron el 18 de abril de 1995. Hizo su debut con los Cardenales el 26 de abril de 1995 contra los Filis de Filadelfia en el Busch Stadium. Lee solo obtuvo un hit en su primer y único turno al bate los Cardenales, al salir del juego en el cuarto inning debido a una lesión. Los Cardenales enviaron a Lee a las ligas menores para una asignación de rehabilitación, donde en 12 partidos, bateó .308, sin embargo, los Cardenales dejaron en libertad a Lee el 22 de junio. Lee anunció su retiro poco después.